# Semley
Semley är en by i civil parish Sedgehill and Semley, i distriktet Wiltshire, i grevskapet Wiltshire, i England. Byn är belägen 18 km från Warminster. Semley var en civil parish fram till 1986 när blev den en del av Sedgehill & Semley. Civil parish hade 477 invånare år 1961.